# Bildstock (Waldfenster, Bei der B286)

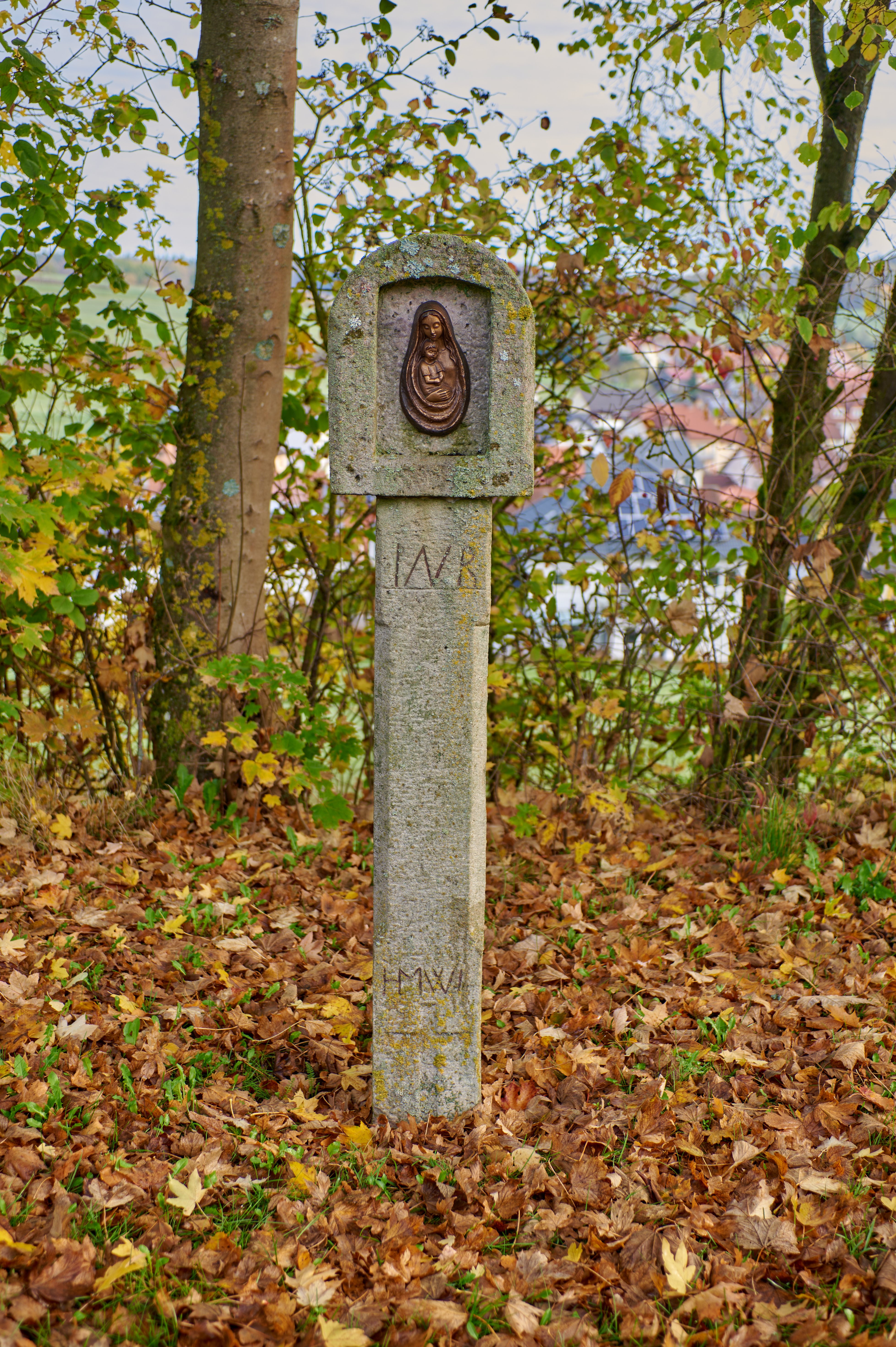
Bildstock in Waldfenster, bei der B 286.

Der Bildstock bei der B 286 befindet sich in Waldfenster, einem Gemeindeteil des Marktes Burkardroth im unterfränkischen Landkreis Bad Kissingen an der B 286 am Ortsausgang von Waldfenster Richtung Platz. Gegenüber befindet sich der Unglücksbildstock von 1850.
Der Bildstock gehört zu den Baudenkmälern von Burkardroth und ist unter der Nummer D-6-72-117-117 in der Bayerischen Denkmalliste registriert.

## Beschreibung
Der 192 cm hohe Bildstock besteht aus Buntsandstein, entstand im Jahr 1894 und wurde zwischenzeitlich renoviert. Der Bildstock wurde nach einem Unglücksfall des Urgroßvaters mütterlicherseits von Frau Erika Kirchner, der um 1894 stattfand, gestiftet.
Das runde Fundament, in das ein Vierkantpfeiler eingelassen ist, hat einen Durchmesser von 65 cm. Der 41 cm hohe Pfeilersockel hat die Abmessungen 22 cm × 21,5 cm. Schaft mit geschrägten Kanten (5/15/5/16/5/15/5/16); die Höhe beträgt 104 cm. Das Vierkantkapitell ist 22 cm hoch. Das Bildhäuschen ist 47 cm hoch und hat die Abmessungen 38 cm × 25 cm und ist mit einem Bogendach versehen. Die Bildnische ist 32 cm hoch und 21 cm breit. Die Bildnische zeigte früher einen Kruzifixus und heute ein modernes Madonnenrelief.
Der Segmentbogen trägt die Jahreszahl „1894“. Am Kapitell befindet sich die Schauseiteninschrift INRI. Darunter stand früher:

„WR

... V

IMW

    .“

Am Sockel befindet sich in einem vertieften Feld ein hervortretendes Kreuz. Auf dem Bildhaus befindet sich eine Seitenzier, die links und rechts aus einem Kreuz besteht.